# Cédric Faivre
Pour les articles homonymes, voir Faivre.
Cédric Faivre, né le 8 avril 1981 à Montbéliard, est un footballeur français évoluant au poste de milieu de terrain.
Il est le frère de Vincent Faivre.

## Biographie
Issu du centre de formation du FC Sochaux avec lequel il est finaliste du championnat de France des moins de 17 ans en 1998, il ne joue qu'un match de championnat avec son club formateur.
Il a joué avec l'équipe de France des moins de 19 ans.

## Statistiques
| Saison      | Club         | Pays     | Championnat       | Coupes nationales | Coupes d’Europe |
| ----------- | ------------ | -------- | ----------------- | ----------------- | --------------- |
| 2008 - 2009 | SR Colmar    | CFA      |                   | -                 | -               |
| 2007 - 2008 | ASM Belfort  | CFA      | 17 matchs, 8 buts | -                 | -               |
| 2006 - 2007 | ES Troyes AC | Ligue 1  | 4 matchs          | ? matchs          | -               |
| 2005 - 2006 | ES Troyes AC | Ligue 1  | 4 matchs          | ? matchs          | -               |
| 2004 - 2005 | ES Troyes AC | Ligue 2  | 13 matchs, 1 but  | ? matchs          | -               |
| 2002 - 2003 | Besançon RC  | National | 1 match           | ? matchs          | -               |
| 2001 - 2002 | Besançon RC  | National | 18 matchs, 1 but  | ? matchs          | -               |
| 2000 - 2001 | FC Sochaux   | Ligue 1  | 1 match           | -                 | -               |
| 1999 - 2000 | FC Sochaux   | Ligue 2  | 1 match           | -                 | -               |

1. ↑  « Finales jeunes », Onze Mondial, no 115,‎ août 1998, p. 84 (ISSN 0995-6921)